# 群馬用水
群馬用水（ぐんまようすい）は、群馬県中央部の赤城山南麓・榛名山東麓を流れ、利根川の水を取水する灌漑用水路である。赤城・榛名山麓へ灌漑するため2幹線で構成されている。疏水百選にも選ばれている。

## 概要

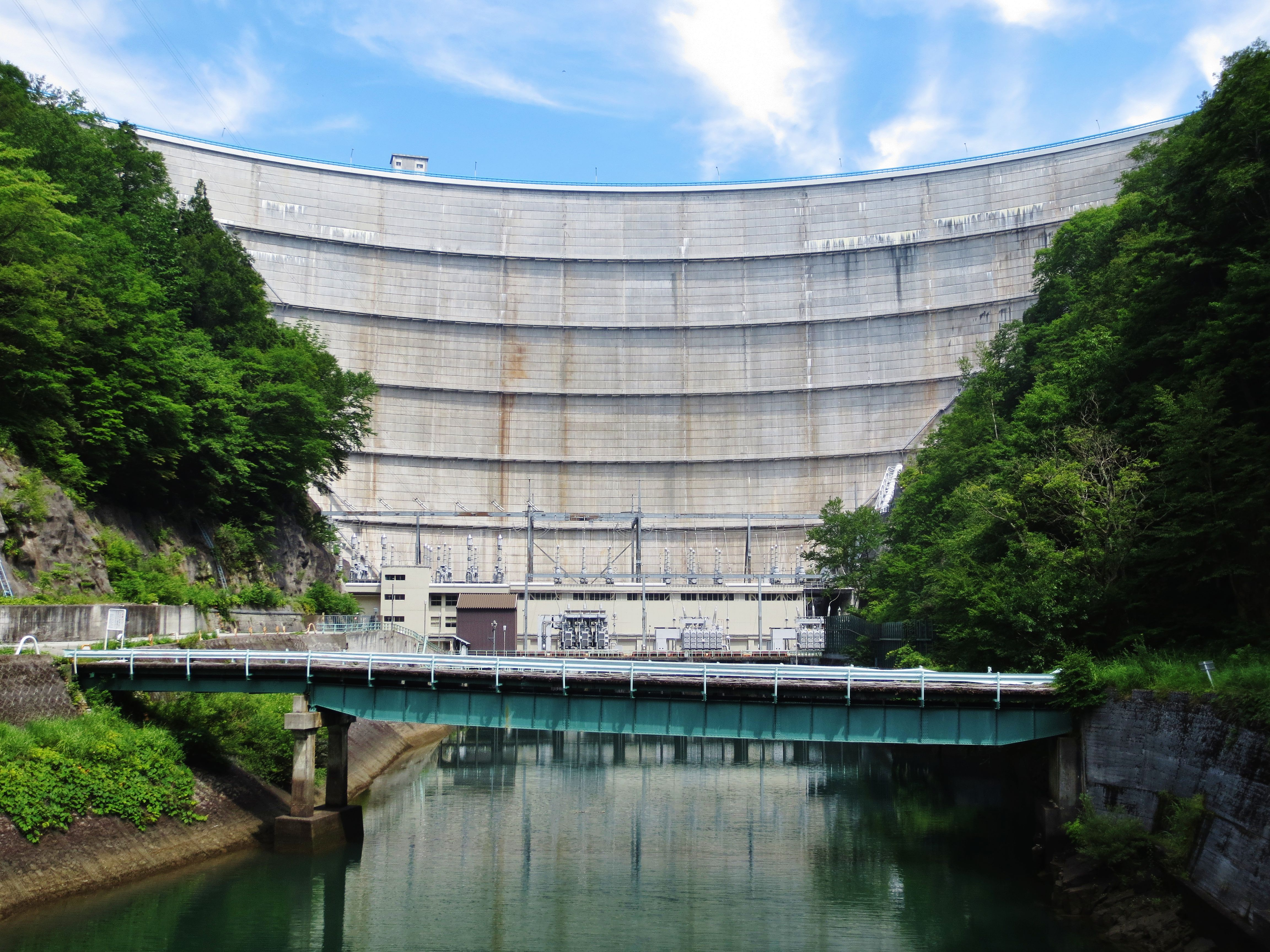
水源の矢木沢ダム

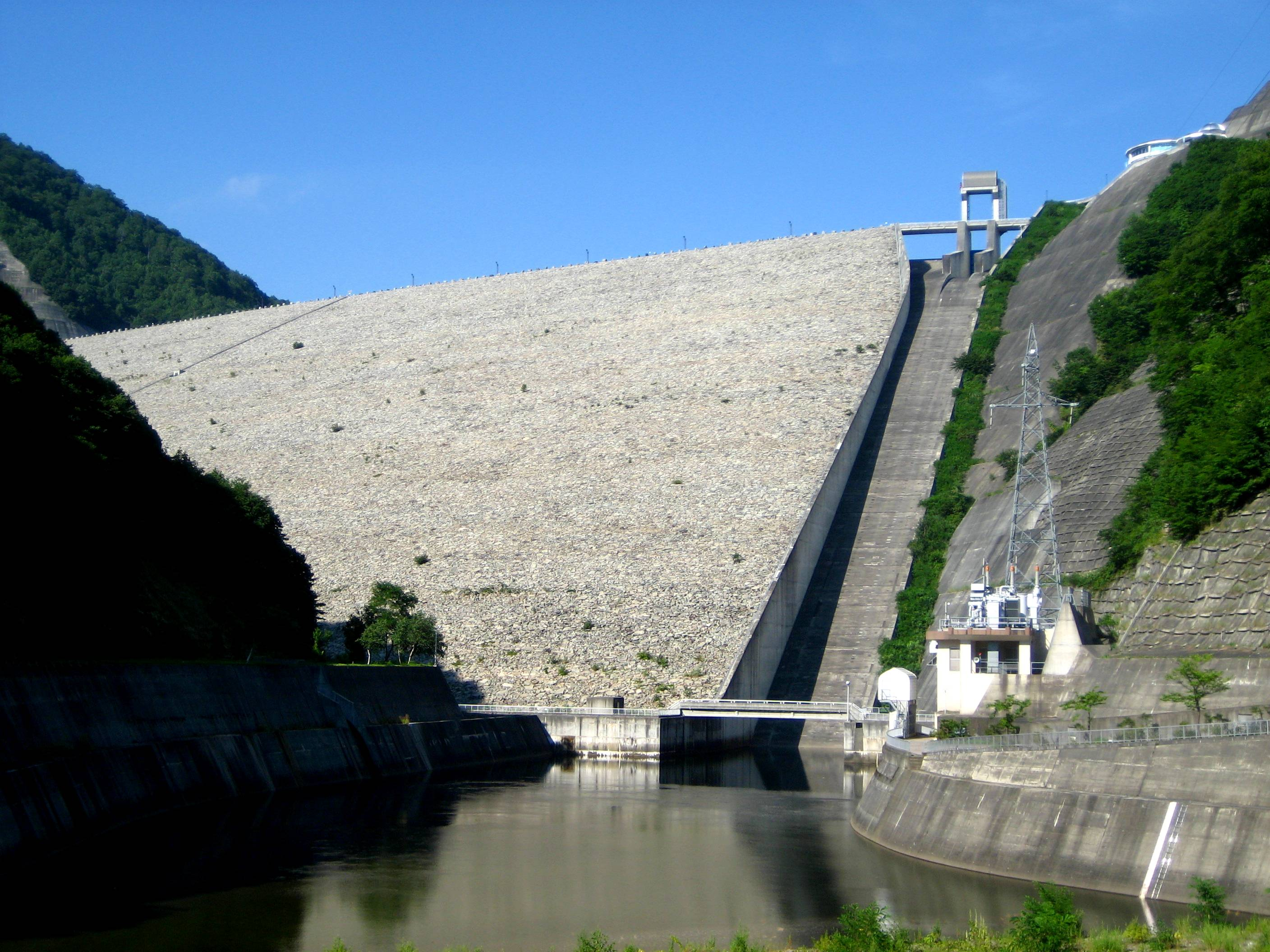
水源の奈良俣ダム

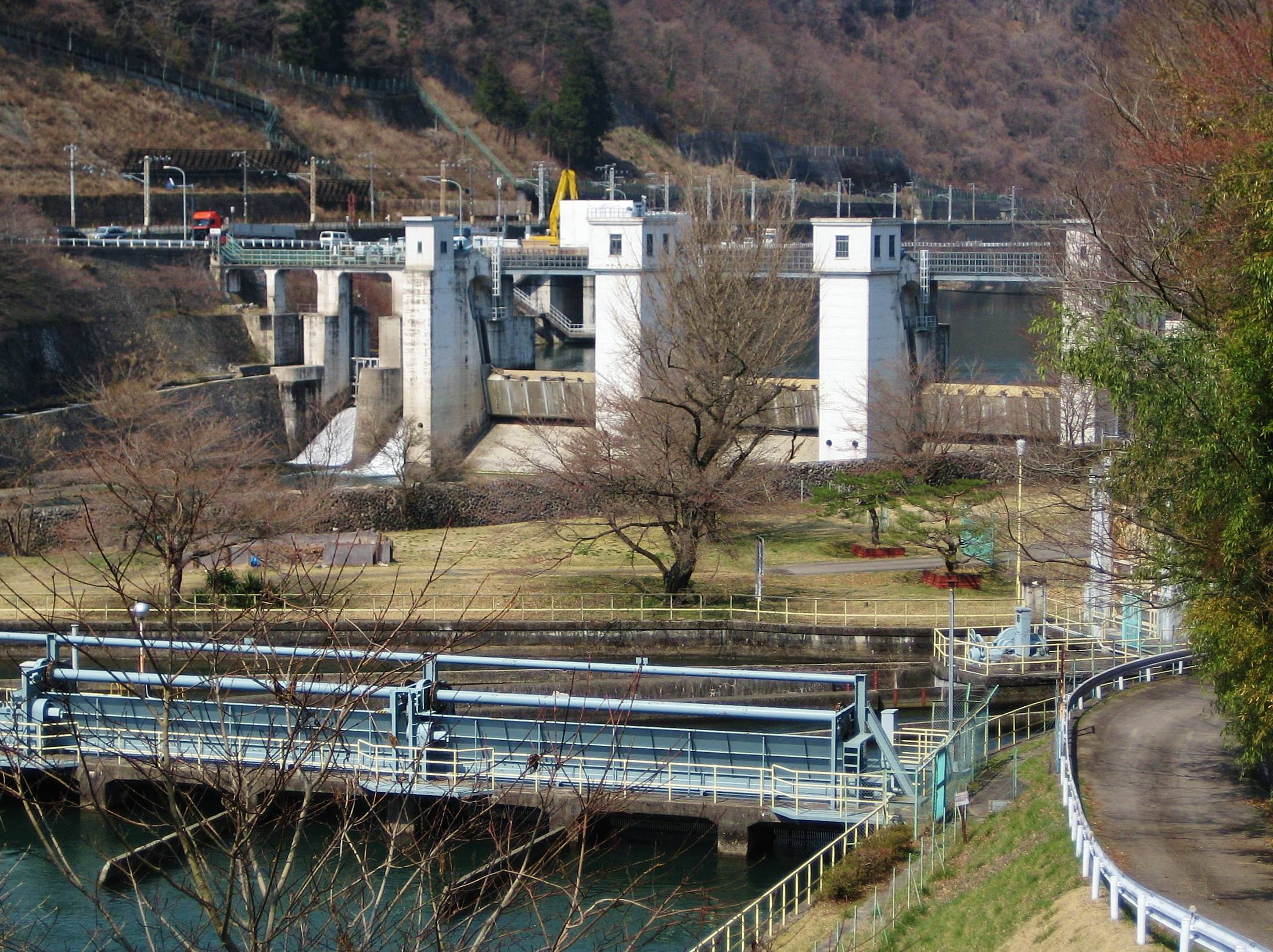
取水口がある綾戸ダム

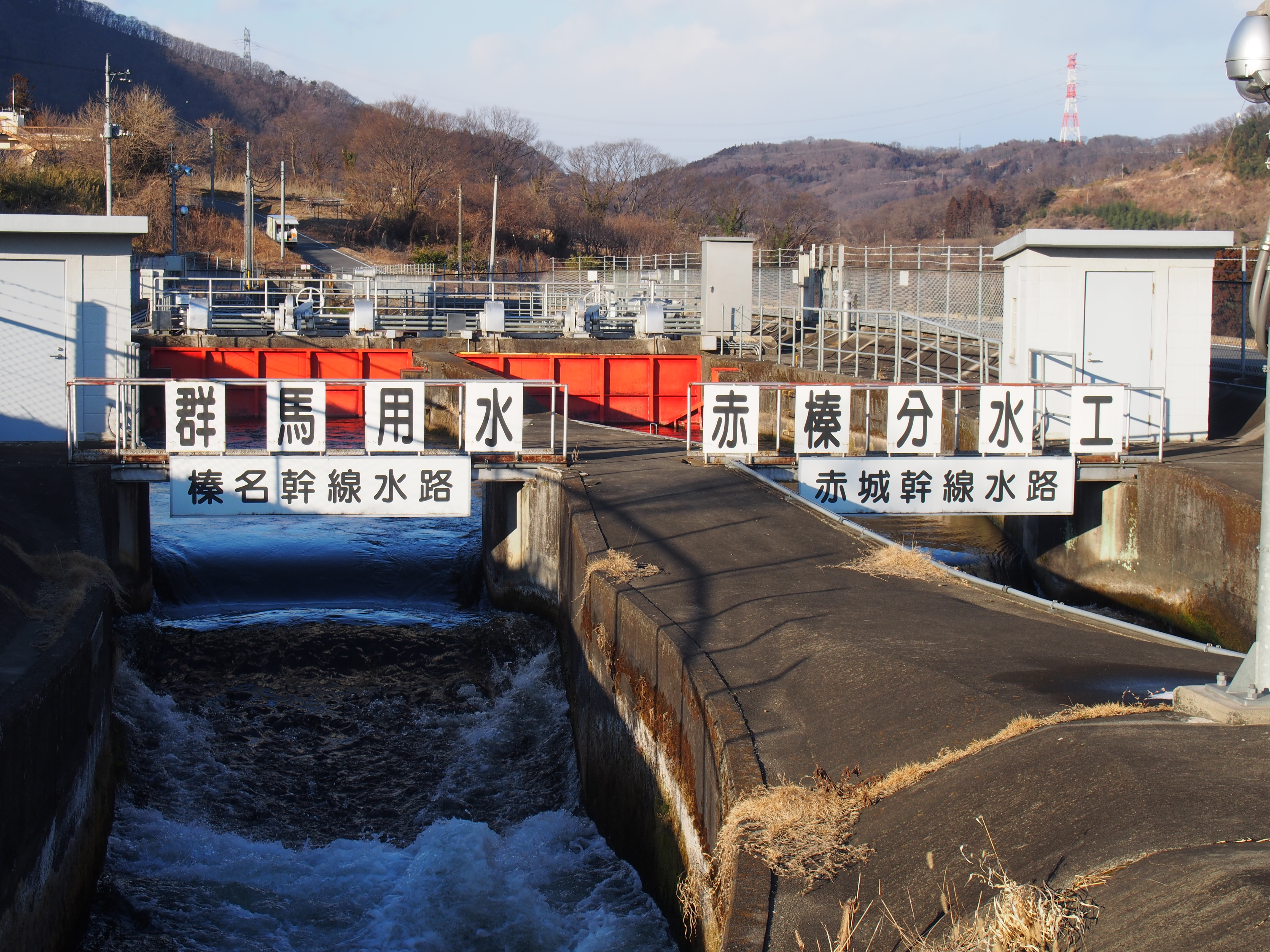
赤榛分水工

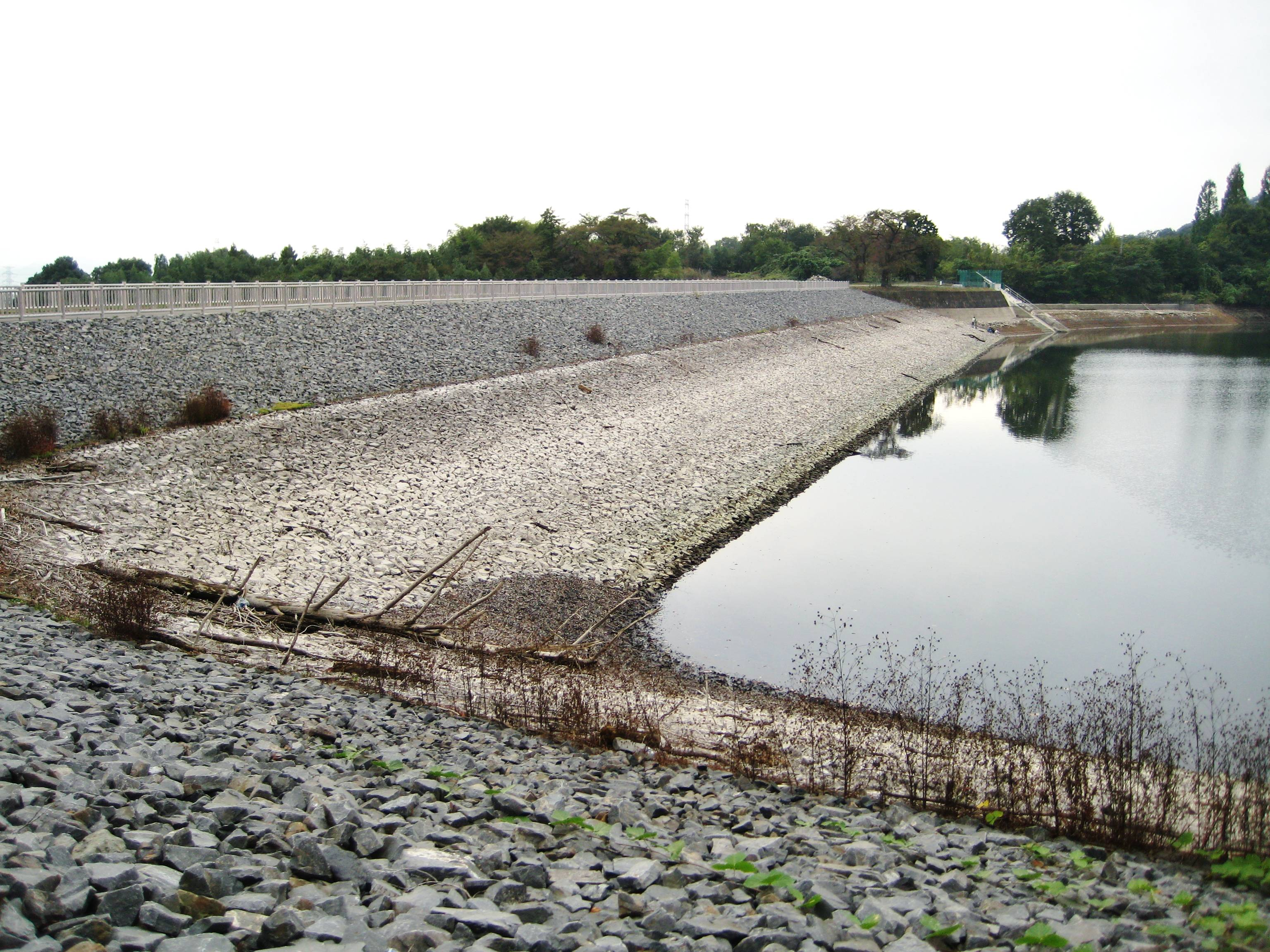
貯水池の早川ダム

水源は矢木沢ダム及び奈良俣ダムなど群馬県北部のダム。取水地は沼田市岩本町の綾戸ダム（東京電力佐久発電所取水ダム）付近の利根川西岸に存在する。はじめは1流路の導水幹線だが、渋川市上白井の赤榛分水工で東西に分流し、西側の子持山南麓・榛名山東麓に向かう榛名幹線と、東の赤城山南麓を流れる赤城幹線の2本の用水路に分かれる。
榛名幹線は約24kmで、子持南麓を通って吾妻川サイホン水管橋で吾妻川横断を行い、榛東村・高崎市へと流れ鳴沢湖へ至る。赤城幹線は約33kmで、渋川市内で利根川サイホン水管橋で利根川を横断、利根川東岸側へ流れて前橋市北部から桐生市（旧新里村）の早川貯水池へ至っている。
赤城、榛名両幹線の総延長約17kmが開水路になっている。また幹線水路の標高は約270m付近にある。
農業用水が計画時の主な目的であったが、昭和55年（1980年）9月に計画変更を図り、水道用水にも利用されている。赤城榛名幹線に3箇所ずつ計6箇所の揚水機場が設置され、県央の前橋市など6市町村の標高140m～500mにある耕地約7,500haを灌漑する。水道用水利用は、同じく県央域の前橋市、高崎市、渋川市、伊勢崎市など9市町村である。
独立行政法人水資源機構の群馬用水管理所が管理を行っている。

## 歴史
群馬県の赤城・榛名・子持山麓は水源に乏しく、農業経営が不安定だった。このため戦時中の昭和13年（1938年）から開田計画が策定されたが戦争激化で実行されなかった。
戦後、食糧不足もあって農林省が食糧増産対策事業を推進し、土地改良事業が全国的に行われた。この一環として赤城・榛名・子持山麓における灌漑用水路建設が企図されたのである。
昭和27年（1952年）の初期計画では現在の2幹線は取水口が独立しており、取水地は現在と変わらないものの、赤城幹線が利根川東岸から取水するものだった。しかし昭和30年から農林省などで本格的な実地調査が行われた結果、昭和32年に大幅な計画変更がなされた。灌漑面積が減少したほか、利根川東岸に既存の発電所取水口があるため西岸からの一括取水・その後の分水が計画されることになったのである。
昭和37年（1962年）10月、水源となる矢木沢ダム建設を水資源開発公団が行うこととなり、群馬用水も昭和38年（1963年）8月、利根川水系における水資源開発基本計画に群馬用水が加えられ、翌年着工した。当初は昭和43年（1968年）完成予定だったが、昭和40年（1965年）に揚水機場・支線工事か追加され、昭和44年（1969年）幹線水路が完成した。最終総事業費は115億円であった。しかし末梢工事が終了し最終的に完成したのは昭和47年（1972年）のことである。

### 年表
- 1938年 - 「群馬県河水統制計画」で赤城・榛名山麓の500haを開田する計画が含まれる。
- 1943年 - 計画変更。矢木沢など奥利根に発電所を建設、開田の1100haへの拡大と灌漑用水建設を行うことになる。
- 戦争激化により開田計画の自然消滅。
- 1952年 - 「赤城南麓土地改良事業計画」、「榛名東麓土地改良事業計画」が県から建設省に提出。沼田市岩本からの用水建設をそれぞれ計画。
- 1955年 - 農林省から国営土地改良事業直轄調査地区に指定、前橋市に赤城・榛名土地改良事務所が設置。本格調査が開始される。
- 1957年 - 1952年の2計画の統合・一部変更が行われ、「群馬用水事業」となる。
- 1963年 - 水資源開発基本計画に群馬用水事業が追加される。
- 1964年 - 着工。
- 1969年 - 幹線水路竣工。
- 1972年 - 全線竣工。
- 1980年 - 水道用水への転用開始。
- 1984年10月14日 - 子持村に群馬用水記念碑設立、および第1回群馬用水まつり開催。
- 1998年 - 水道用水の供給区域を拡張。
- 2002年 - 施設老朽化に伴って「群馬用水施設緊急改築事業」を開始。
- 2006年2月21日 - 疏水百選に選ばれる。

## 流域の自治体
- 沼田市
- 渋川市
- 前橋市
- 高崎市
- 桐生市
- 吉岡町
- 榛東村